# 淡膝狂蛛
淡膝狂蛛（学名：Zelotes pallidipatellis）为平腹蛛科狂蛛属的动物。分布于日本以及中国大陆的浙江、山东、河北等地。该物种的模式产地在日本。